# تايلر هيرو
تايلر هيرو (بالإنجليزية: Tyler Herro)‏ هو لاعب كرة سلة أمريكي يلعب في مركز مدافع مسدد الهدف في نادي ميامي هيت.

## روابط خارجية
- تايلر هيرو على موقع إن بي أي (الإنجليزية)
- تايلر هيرو على موقع سبورتس رفرنس (الإنجليزية)
- تايلر هيرو على موقع كرة السلة الأوروبية.كوم (الإنجليزية)
- تايلر هيرو على موقع إي إس بي إن.كوم (الإنجليزية)
- تايلر هيرو على موقع كلية كرة السلة في سبورتس رفرنس.كوم (الإنجليزية)
- تايلر هيرو على موقع ريلجم (الإنجليزية)
- تايلر هيرو على موقع بروبوليرز (الإنجليزية)